# Trois-Villes
Trois-Villes (baskiska: Iruri) är en kommun i departementet Pyrénées-Atlantiques i regionen Nouvelle-Aquitaine i sydvästra Frankrike. Kommunen ligger i kantonen Tardets-Sorholus som tillhör arrondissementet Oloron-Sainte-Marie. År 2022 hade Trois-Villes 141 invånare.

## Befolkningsutveckling
Antalet invånare i kommunen Trois-Villes
| Referens: INSEE |